# Casa Tassel
La casa Tassel, també coneguda (en francès) com a Hôtel Tassel, fou dissenyada per Victor Horta per encàrrec del professor d'universitat Émile Tassel, i construïda entre 1892 i 1893 a la Rue Paul-Emile Jansonstraat, a Brussel·les, Bèlgica. Hom la considera, generalment, com el primer edifici realment art nouveau, pel seu altament innovador disseny, i les tècniques trencadores de materials i decoració. Conjuntament amb tres altres edificis urbans de Victor Horta, va ser inclosa en la llista de Patrimoni de la Humanitat de la UNESCO el 2000.

## Anàlisi formal i estilística
- Elements de suport: columnes de ferro que no són ocultes.
- Elements suportats: bigues de ferro

### Espai interior
- Planta: lliure, condicionada pel terreny estret i profund. Els murs només serveixen per a delimitar un espai, no per a suportar res. Té dues façanes; la principal i la de darrere, que té un jardí. Té tres plantes. Al vestíbul comença l'escala que porta a les altres plantes i organitza la distribució de la casa. La principal és la més important. Al primer pis, hi ha les sales d'estar i el guarda-roba. A la segona planta hi ha els dormitoris i l'estudi. I la tercera planta, que és la que té menys prestigi, estava destinada a les habitacions del servei de la casa i a un altre estudi.

### Ordenació de l'espai
El vestíbul té forma octagonal. El terra està fet amb mosaics, on predomina la línia corba amb motius naturals. L'escala està al costat d'una columna que té una flor de capitell que subjecta les bigues.
- Il·luminació natural: ben il·luminada per una claraboia de vidre al centre i les finestres a les façanes.

### Espai exterior
- Descripció: s'integra amb les cases del voltant. A la part central, a partir del primer pis és lleugerament convexa i és on es concentren les finestres. La façana està feta amb pedra. Al primer pis, hi ha grans finestres separades per columnes de pedra; en canvi, en els altres són de ferro. Al 2n una barana de ferro, i al 3r hi ha un balcó també amb una barana de ferro.
- Estil i autor: el modernisme és un moviment artístic i literari que comença a finals del segle xix i acaba a principis del segle xx. La natura n'és la gran font d'inspiració. Hi ha una abundant decoració i es basa en l'ús dels nous materials i tècniques. Horta és un dels primers arquitectes modernistes. Aquest belga s'inspirà en la natura, utilitzà les línies corbes i ondulades.

## Interpretació
- Caràcter i tipus d'edifici: civil i privat. És una casa unifamiliar i adossada.
- Funció: ser la casa còmoda, lluminosa i elegant del senyor Tassel.
- Símbols: pretén demostrar la classe social de la família burgesa que l'encarrega i mostra el seu nivell econòmic i social. La decoració és un distintiu de la burgesia. A la planta baixa del pis principal, hi havia grans balcons perquè es veiés la decoració i el luxe des de fora.
- Client: senyor Tassel. Enginyer que donava classes de geometria a la Universitat de Brussel·les.
- Destinació: família de classe burgesa.
- Context històric: "La Belle époque" o Pau armada. És un període de pau provisional i de canvis econòmics, socials i polítics. Hi ha grans canvis per la tecnologia de la II Revolució industrial (la llum, el ferrocarril...) que provoquen grans canvis en les ciutats, en la societat i en les formes de vida. La burgesia va ser la promotora del modernisme i es va voler diferenciar de la classe treballadora amb aquestes cases. També s'oposava a aquests productes i recupera el valor artesà i els materials. El modernisme va relacionat amb la burgesia que promociona i encarrega, i amb la societat.

## Valoració i conclusió
Es considera la primera obra completament modernista. La natura en forma de motius vegetals s'apodera d'aquesta casa i la converteix en única. És un exemple d'originalitat.